# Растављач
Растављач је механички расклопни апарат који служи да видно одвоји део постројења који није под напоном од дела постројења који је под напоном. Када се у постројењу обављају радови, он је увек отворен.
Растављачем се отвара и затвара струјно коло када се прекида или укључује незнатна електрична струја. Он је способан да трајно проводи струје у нормалним условима и да у одређеном трајању проводи струје при ненормалним условима, као што су струје кратког споја. Са растављачем се не сме манипулисати ако је прекидач у затвореном положају, јер би дошло до прекидања велике струје у ваздуху што може бити опасно.
Раставне склопке (растављачи снаге) су расклопни апарати који су у одређеним погонским условима укључују, проводе и прекидају називне струје. Ови уређаји се користе у дистрибутивним мрежама, за називне напоне до 38 kV и струје до 630 A. Често се комбинују са високонапонским осигурачима који служе као заштита од кратког споја. Раставна склопка има комору за гашење електричног лука. Приликом отварања, најпре се покрежу ножеви растављача и када се достигне одређени ход у комори се реализује прекидање.